# Dave Evans
Dave Evans (Carmarthen, Gales, 20 de julio de 1953) es un cantante británico criado en North Queensland, Australia. Cuando cumplió los 17 años se trasladó a Sídney, donde conoció a los hermanos Malcolm y Angus Young, Colin Burgess y Larry Van Kriedt, con los que formó AC/DC, que con el tiempo ha llegado a ser considerada como una de las bandas de Hard rock más grandes de todos los tiempos y de la cual Evans fue el primer vocalista.
El primer concierto de AC/DC fue en el Cheequers Nightclub de Sídney en el día de Nochevieja de 1973, donde la banda presentó en vivo su primer sencillo 'Can I Sit Next To You Girl / Rocking in The Parlour'. Poco después, diversos enfados con los hermanos Young llevaron a Dave a abandonar la banda. Fue sustituido por Bon Scott, a quién Malcolm y Angus habían conocido poco tiempo antes y hacía las veces de chofer/plomo de la banda. 
Siguió su carrera en solitario en una banda llamada Rabbit, a partir de 1975. Con Rabbit grabó un par de discos, "Rabbit" y "Too Much Rock And Roll", y apareció en numerosos shows de televisión.
Después de unos años de ausencia, en 1985 formó Dave Evans and Thunder Down Under, banda que grabó un disco de tributo a AC/DC. Ese álbum tributo se llamó 'A Hell of a Night'. Fue grabado en vivo, en el año 2001, coincidiendo con el 20.º aniversario de la muerte de Bon Scott. Dentro de él, se encuentran ocho canciones, de las cuales originalmente seis de ellas fueron grabadas por Bon Scott y dos por Dave Evans.
En 2006 apareció su exitoso "Sinner", disco con el cual hizo su correspondiente gira por los Estados Unidos, Europa y Australia.
Dos años después lanzó al mercado "Judgement Day", el que sería su segundo álbum como solista.
En 2019 durante su gira por Latinoamérica es entrevistado por la CNN, en sus estudios de Miami, conmemorando el 45° del nacimiento de AC/DC y por la extensa gira que realizaba por el continente americano.
En 2020 junto al reconocido productor Jeff Silverman y el guitarrista/compositor Troy Q Tipton, graban el sencillo Bad Ass Boy, lanzado oficialmente en las plataformas digitales en todo el mundo.
También 2020 finaliza la edición y lanza "Live", álbum en vivo grabado durante la gira Lightning & Thunder Tour Latin America 2019 por Argentina, Chile, Colombia, Aruba, México, Guatemala, Panamá y Miami (EUA).
En 2021 se lanza de manera digital el EP Live On Fox Sports, donde se capta en el mismo las presentaciones que realizó en la cadena deportiva.
En 2022 lanza su nuevo sencillo llamado Who´s Gonna Rock Me? y su correspondiente videoclip rodado íntegramente en Aruba durante un tramo del Sold My Soul To Rock N Roll Latin American Tour 2022

## Discografía

### Con AC/DC
- Can I Sit Next to You Girl (Sencillo)
- Rockin' in the Parlour (Sencillo) (1974)

### Con Rabbit
- Rabbit (1976)
- Too Much Rock N Roll (1976)

### Con Thunder Down Under
- Thunder Down Under (1986)

### Solista
- Hell of a Night (2001)

- Sinner (2006)

- Judgement Day (2008)
- Bad Ass Boy - Sencillo (Chrystal Records 2020)
- Live (Chrystal Records - MR Records 2020)
- Live On Fox Sports - EP (Chrystal Records - MR Records 2021)
- Who´s Gonna Rock Me ? - Sencillo (Chrystal Records - 2022)

- Datos: Q346480